# Ilburnia pele
Ilburnia pele är en insektsart som först beskrevs av George Willis Kirkaldy 1910.  Ilburnia pele ingår i släktet Ilburnia och familjen sporrstritar. Inga underarter finns listade i Catalogue of Life.